# Джизре (кантон автономии)
Кантон Джизре или Джазира (курд. Kantona Cizîrê, араб. إقليم الجزيرة‎, сир. ܦܢܝܬܐ ܓܙܪܬܐ) — самопровозглашённый автономный район на северо-востоке Сирии. Кантон находился в пределах сирийской мухафазы Эль-Хасака. Кантон просуществовал в годы гражданской войны в Сирии, в период с 2014 до 2017, а затем после провозглашения Демократической Федерации северной Сирии был реорганизован в регион Джазира . Столица кантона — город Эль-Камышлы, официальные языки курдский, арабский и сирийский.

## География
Кантон Джизре самый восточный из трёх кантонов Роджавы, находился на северо-востоке Сирии. На севере кантон граничил с Турцией, а на западе с Ираком и Иракским Курдистаном.  В 2015 году,после освобождения города Эт-Тель-Эль-Абьяд от террористов ИГИЛ, кантон Джизре соединился на западе с кантоном Кобани.
Часть двух крупнейших городов кантона, Эль-Камышлы и Эль-Хасаке, контролировали правительственные силы.

## История

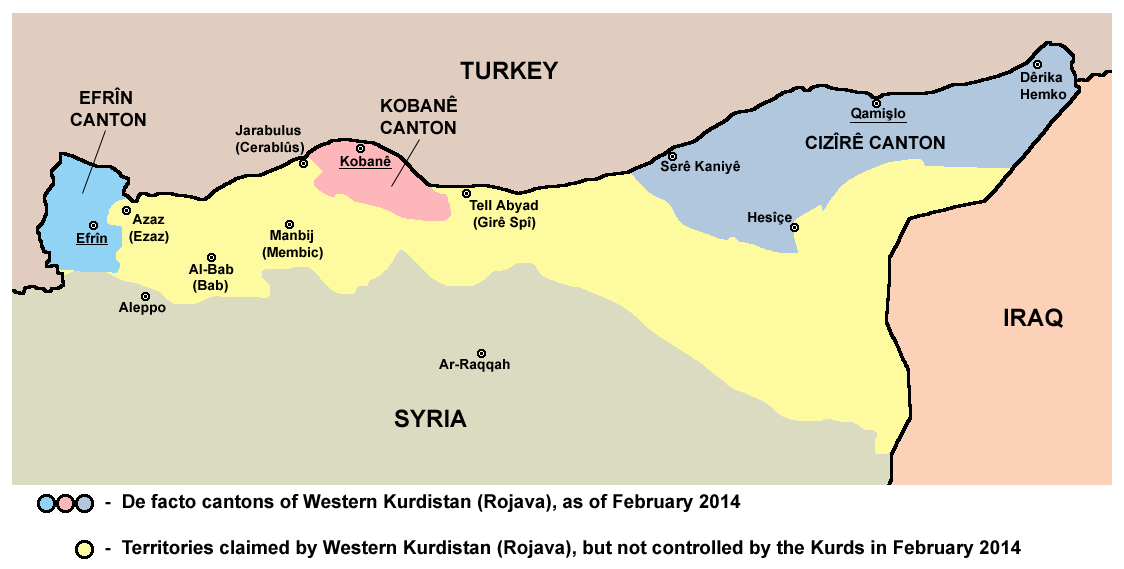
Карта Роджавы в 2014 году. Жёлтым отмечена вся претендуемая территория, голубым кантон Африн, пурпурно-розовым кантон Кобани, стальным синим кантон Джизре.

Курды — ираноязычный народ на Ближнем Востоке. Основная их часть проживает в Турции, Ираке, Сирии и Иране. Во время гражданской войны в Сирии курды активно воевали против террористической организации ИГ, а также иногда против сирийской оппозиции и сирийского правительства.
Практически с самого начала гражданской войны были попытки создать автономию. В ноябре 2013 года PYD создала переходное автономное правительство. 21 января года, было объявлено о создании первого автономного кантона Джизре, части курдской автономии в Сирии. Эта автономия планировалась на севере Сирии, в регионе именуемом «Сирийский Курдистан» или «Рожава» («Роджава»).
В последующие годы при поддержке западных стран, во главе с США, курды стали продвигать идеи создания федерации в Сирии. В результате в марте 2016 года автономия Рожавы была реорганизована в Демократическую Федерацию Рожавы и северной Сирии (позже было принято название без слова Рожава), а кантон Джизре был заменён регионом Джазира.